# Viaggi di nozze
Pour plus de détails, voir Fiche technique et Distribution.
Viaggi di nozze est un film de comédie italien réalisé par Carlo Verdone et sorti en 1995.

## Résumé de l'intrigue
Le film est fait de trois histoires.
Dans la première histoire, le timide Giovannino est marié à Valeria et est sur le point de partir dans un bateau de croisière ; mais au dernier moment Giovannino ne peut même pas partir, car il doit s'occuper de son père âgé, tandis que Valeria doit penser à sa sœur, qui menace de se suicider parce qu'elle veut de l'argent à son ex-petit ami. Leur lune de miel se transforme en cauchemar.
Dans la deuxième histoire, Raniero épouse Fosca, sa deuxième épouse. La lune de miel à Venise s’envenime car Fosca, ne supporte pas les éternelles référence de Raniero aux perfections de sa première femme. Finalement, Fosca se suicide, comme la première femme de Raniero.
Dans la troisième histoire, le vulgaire Ivano est marié à Jessica, et leur voyage de noces se résume en une tournée des discothèques. Les deux réalisent qu'ils n'ont rien en commun à partager et inventent des stratégies pour réapprendre à « se retrouver », sans succès, sombrant dans un état de dépression et d'ennui.

## Fiche technique
- Titre original :  Viaggi di nozze
- Réalisation : Carlo Verdone
- Sujet : = Leonardo Benvenuti, 
 Piero De Bernardi, 
 Carlo Verdone
- Scénario : Leonardo Benvenuti, 
 Piero De Bernardi, 
 Carlo Verdone
- Production : Vittorio Cecchi Gori, 
 Rita Rusić
- Maison de production : C.G.G. Tiger
- Photographie : Danilo Desideri
- Montage : Antonio Siciliano
- Décors : Maurizio Marchitelli
- Musique : Fabio Liberatori
- Effets spéciaux : Giovanni Corridori
- Costumes : Tatiana Romanoff
- Maquillage : Alfredo Marazzi
- Pays de production :  Italie
- Année de sortie : 1995
- Genre : comédie

## Distribution
- Carlo Verdone : Raniero, Giovannino, Ivano [3]
- Veronica Pivetti : Fosca
- Claudia Gerini : Jessica Sessa
- Cinzia Mascoli (it) : Valeriana Coli
- Gloria Sirabella (it) : Gloria Coli
- Edoardo Siravo (it) : Stefano
- Nanni Tamma (it) : Adelmo, père de Giovanni
- Maddalena Fellini : Piera, mère de Giovanni